# Берві Федір Васильович

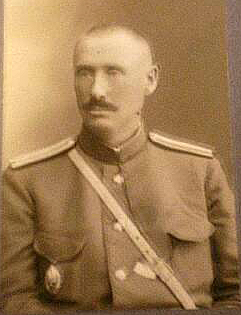
Федір Берві

Берві Федір Васильович (*1 жовтня 1867, Вологда — †25 травня 1943) — лікар-хірург з Донецька.

## Біографія

### Дитинство і навчання
Народився 1 жовтня 1867 р. у Вологді, де його батько Василь Васильович, а разом з ним і дружина Ерміона Іванівна перебували на засланні, яке майже безперервно тривало протягом багатьох років: Шенкурськ, Вологда, Архангельськ. Спочатку діти отримували домашню освіту. Батьки окремо клопотали про дозвіл відбувати заслання у місті, де діти змогли б закінчити гімназію. Це стало можливим тільки у 187б р. у Костромі.
У 1885 р. Федір Берві поступив до природничого відділення фізико-математичного факультету Петербурзького університету. Це був складний період політичної реакції, контр реформ. Діяв новий статут, який скасував автономію університетів. У 1888 р. Ф. Берві взяв участь у студентських зборах. Він був заарештований у числі найактивніших учасників подій. Достатніх доказів провини не було, тому справа у суд не передавалась, а Ф. Берві був виключений з університету і адміністративно висланий з Петербурга. Протягом двох років тривали спроби поступити до університету: Московського, Харківського, Томського. Збіг обставин зашкодив відновленню навчання у Казані. Керівництво Казанського університету збиралося погодитися на прийом Берві — на згадку про його діда — професора цього університету. Не знаючи про це, Федір безпосередньо звернувся до міністра із такою просьбою і отримав різку відмову.
Продовжити навчання Берві вдалося у Дерптському університеті, на який не розповсюджувався новий статут. Про нього клопотав відомий вчений П. Ф. Лесгафт, якого підтримував професор Раубер із Дерпту. Група викладачів у відповідь на спробу міністра наполягати на забороні загрожувала піти у відставку. Ф. Берві закінчив природниче відділення і поступив на третій курс медичного факультету. На останньому курсі він брав участь у загоні суспільної допомоги в районах тифозної і холерної епідемії, яким керував В. В. Вернадський. відбувається життєвий вибір: Берві не відновлює політичної діяльності, а присвячує себе цілком праці за фахом. Показовим для громадської позиції Берві є рішення стати заводським лікарем, попри можливість академічної кар'єри.

### Медична практика
У 20-30-і рр. відбувається спеціалізація медичної допомоги: в самостійні галузі виокремлюються хірургія, травматологія, рентгенологія, біля витоків яких стояв Ф. В. Берві. Він до 1925 р. працює рентгенологом і завідувачем рентген-кабінету в Сталіно.
До 1923 р. Ф. Берві продовжував працювати у 1-й Радянській (заводській) лікарні, яка була центром надання хірургічної допомоги. Коли було прийнято рішення сконцентрувати хірургічну допомогу у 2-й Радянській (земській) лікарні, Ф. Берві очолив хірургічне відділення. У 1924 р. в ній почав працювати В. М. Богословський, а Берві продовжував очолювати травматологічну службу, хоча офіційні державні рішення про організацію травматологічної служби були прийняті лише у 1926 р. Коли у 1927 р. було створене велике самостійне травматологічне відділення на 55 ліжок, його очолив Ф. Берві. Воно стало науково-методичною і організаційною базою кафедри травматології Сталінського медичного інституту, створеної у 1934 р. У 1928 р. на знак визнання заслуг Ф. Берві хірургічна секція Донецького єдиного наукового товариства обрала його своїм почесним головою.
У середині 30-х рр. здоров'я Берві погіршується, і, як пише його син, він приймає важке для себе і мужнє рішення залишити хірургічну практику. Свій досвід він продовжує передавати, працюючи консультантом.
Про велику популярність Берві каже той факт, що в місті широко відзначалися ювілеї його лікарського діяльності (30, 35, 40 і 45 років). У Донецькому державному обласному краєзнавчому музеї експонується статуя робітника-вальцювальника, зроблена на Сталінському металургійному заводі — подарунок колективу Ф. В. Берві у 1938 р.
У 1941 р. за станом здоров'я Федір Васильович не зміг евакуюватися. Він помер 25 травня 1943 р.

## Вшанування пам'яті
Пам'ять Ф. В. Берві увічнена в експозиціях музеїв, його ім'я носить одна з вулиць Донецька.